# Paris College of Art
Paris College of Art (PCA), est une université américaine d'art et de design située à Paris, un établissement d'enseignement supérieur privé sous tutelle du rectorat de Paris.
Anciennement connue sous le nom d'École Parsons à Paris, elle n'a plus de lien avec la Parsons The New School for Design de New York depuis 2010.

## Histoire
En 1921, Frank Alvah Parsons lance le premier programme Américain d’échange d’études à plein-temps en art et design : Paris Ateliers, place des Vosges.
En 1981, David Levy fonde « Parsons Paris », comme campus de Parsons School of Design de New York. 
En 1986, elle prend le régime juridique d'association loi de 1901, l'Association Franco-Américaine de Design (AFAD), sous le nom déposé « École Parsons à Paris », un établissement d’enseignement supérieur privé sous tutelle du rectorat de Paris agréé par la National Association of Schools of Art and Design (NASAD) (en).
En 2010, l'école se détache de la Parsons The New School for Design, l'école Parsons américaine devient indépendante, et le 8 octobre 2012 prend le nom officiel de « Paris College of Art » afin de se distinguer définitivement de Parsons.
Parallèlement, son ancienne maison mère, Parsons The New School for Design à New York, crée une nouvelle antenne en 2013 : Parsons Paris (en), rue Saint-Roch.

## Formations
Les étudiants de Paris College of Art suivent une formation en quatre ans, et l'école délivre les diplômes américains de:
- 'Bachelor of Fine Arts' en Communication Visuelle, Beaux Arts, Photographie, Cinéma, Stylisme de Mode et Architecture d'Intérieur.
- 'Master of Arts' et 'Master of Fine Arts' en Transdisciplinary New Media, Dessin et Photographie.

L’enseignement est entièrement dispensé en anglais.